# Mary Colter
Mary Elizabeth Jane Colter (Pittsburgh, Pennsilvània, 4 d'abril de 1869 - Santa Fe, Nou Mèxic, 8 de gener de 1958) va ser una arquitecta nord-americana que va dissenyar per a l'empresa Fred Harvey a principis del segle xx. En la seva obra apareixen fusionats tant elements vinculats a l'arquitectura neocolonial com a l'americana

## Projectes destacats

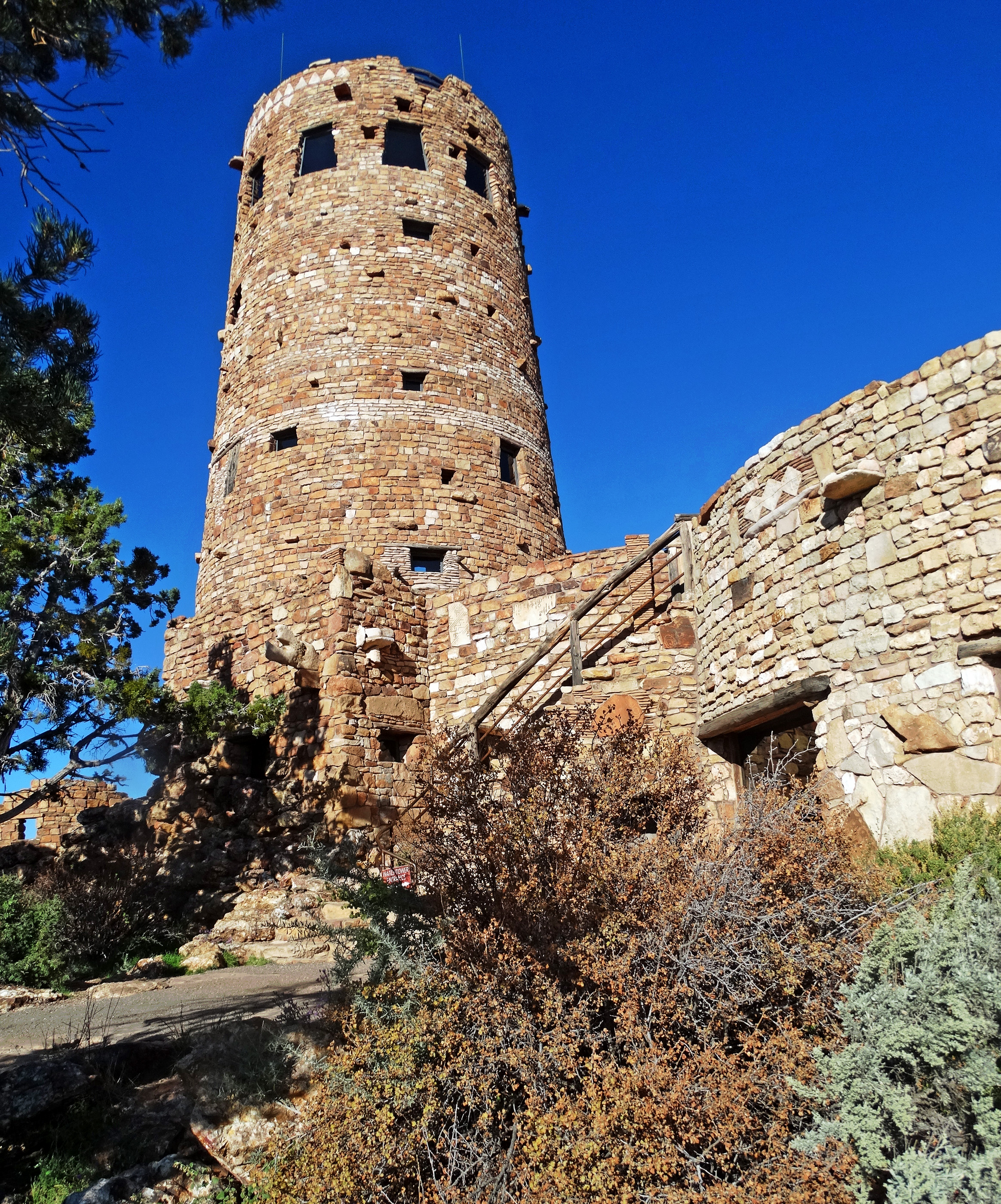
Desert View Watchtower, Grand Canyon

- Indian Building of the Alvarado Hotel (..)
- Hopi House (1905)
- Hermit’s Rest (1914)
- Lookout Studio (1914)
- Watchtower at Desert View (1933)
- El Navajo (1918-1923)
- La Fonda (1924)
- La Posada (1930)

## Reconeixements
Virginia Grattan va descriure la seva obra de la següent manera: "Els seus edificis s'adapten al seu entorn, ja que van sorgir de la història de la terra, a la qual pertanyien".
En 2014, el Servei de Parcs Nacionals del Gran Canyó va celebrar el centenari de dos edificis dissenyats per Colter meticulosament: el lloc d'observació i el restaurant Ermitans.